# يوسف عابدي
يوسف عابدي (بالإنجليزية: Youcef Abdi) (7 ديسمبر 1977 -) هو لاعب قوى أسترالي من أصل جزائري متخصص في 3000 متر موانع. ولد في الجزائر وتحصل على الجنسية الأسترالية في 2000.
ولد يوسف عابدي في عزازقة في القبائل بالجزائر وتعرف على ألعاب القوى عن طريق أخيه الأكبر منه العضو في الشباب الرياضي بعزازقة ودفعه ذلك للالتحاق بنفس النادي في 1992. وبدأ العدو في سن 14 سنة كي يرافق أخيه الذي كان خائفا من العدو في الغابة بمفرده. قدم عابدي لأستراليا ليمثل الجزائر في بطولات العالم لألعاب القوى للشباب 1996 في سيدني ونافس في مسابقة 800 متر وطلب اللجوء ليبقى في أستراليا. وتحصل بالفعل على الجنسية الأسترالية في 2000. لم يتأهل لمنافسات الألعاب الأولمبية الصيفية 2000 بسيدني لكنه حاز الميدالية البرونزية في 3000 متر موانع خلال ألعاب الكومنولث 2002. وينافس الآن لصالح أستراليا ويتبع لنادي بانكستاون لألعاب القوى ويعيش في سيدني بنيو ساوث ويلز.

## الإنجازات
- الألعاب الأولمبية الصيفية 2012: ترشح، لم تبدأ المنافسة بعد
- الألعاب الأولمبية الصيفية 2008: السادس (3000 متر موانع؛ أفضل توقيت شخصي)
- كأس العالم لألعاب القوى 2006: الخامس (3000 متر موانع)
- ألعاب الكومنولث 2006: الحادي عشر (3000 متر موانع)
- كأس العالم لألعاب القوى 2002: الرابع (1500 متر)
- ألعاب الكومنولث 2002: الميدالية البرونزية (1500 متر)

## وصلات خارجية
- صفحة يوسف عابدي في الاتحاد الدولي لألعاب القوى